# 圖爾高州
圖爾高州（德語：Thurgauⓘ）是瑞士的一個州，2006年的人口為235,764人，首都是弗勞恩費爾德，北鄰德國與奧地利，以萊茵河為界；南鄰聖加侖州；西邊則是蘇黎世州與沙夫豪森州。多數人民的主要語言是德語，約有三分之二的人口信仰新教，其餘大多是天主教徒。

## 外部連結
维基共享资源上的相關多媒體資源：圖爾高州
- Official website （页面存档备份，存于） （德文）
- Official statistics （页面存档备份，存于）